# Kompania graniczna KOP „Ostki”

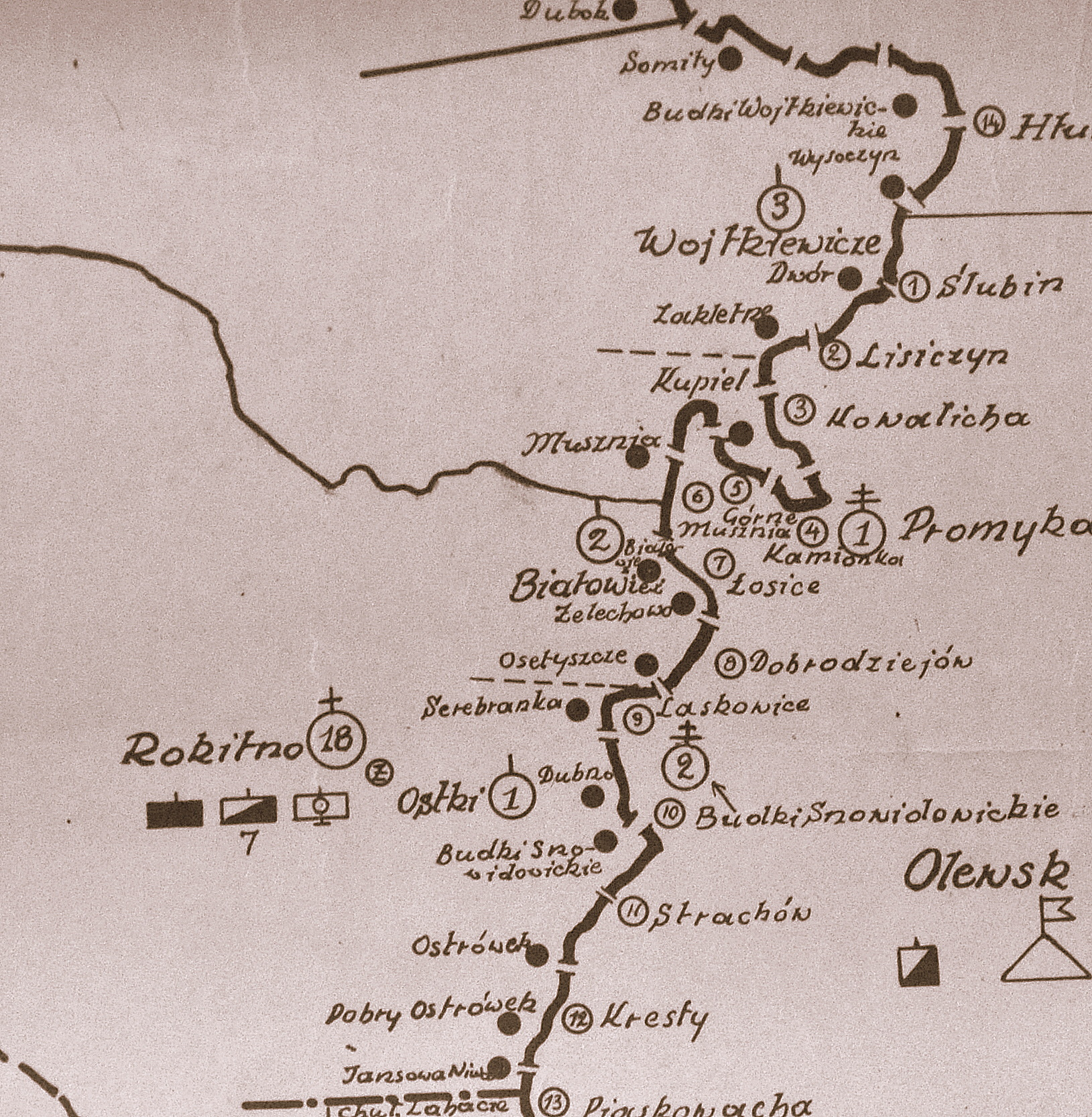
Rozmieszczenie batalionu KOP „Rokitno” w 1931

Kompania graniczna KOP „Ostki” – pododdział graniczny Korpusu Ochrony Pogranicza pełniący służbę ochronną na granicy polsko-radzieckiej.

## Formowanie i zmiany organizacyjne
Na podstawie rozkazu Ministra Spraw Wojskowych nr 1600/tjn./O.de B/25, w drugim etapie organizacji Korpusu Ochrony Pogranicza, w terminie do 1 marca 1925 sformowano 18 batalion graniczny , a w jego składzie 1 kompanię graniczną KOP.
W listopadzie 1936 kompania liczyła 2 oficerów, 10 podoficerów, 6 nadterminowych i 119 żołnierzy służby zasadniczej.
W 1939 1 kompania graniczna KOP „Ostki” podlegała dowódcy batalionu KOP „Rokitno”.

## Służba graniczna
Podstawową jednostką taktyczną Korpusu Ochrony Pogranicza przeznaczoną do pełnienia służby ochronnej był batalion graniczny. Odcinek batalionu dzielił się na pododcinki kompanii, a te z kolei na pododcinki strażnic, które były „zasadniczymi jednostkami pełniącymi służbę ochronną”, w sile półplutonu. Służba ochronna pełniona była systemem zmiennym, polegającym na stałym patrolowaniu strefy nadgranicznej i tyłowej, wystawianiu posterunków alarmowych, obserwacyjnych i kontrolnych stałych, patrolowaniu i organizowaniu zasadzek w miejscach rozpoznanych jako niebezpieczne, kontrolowaniu dokumentów i zatrzymywaniu osób podejrzanych, a także utrzymywaniu ścisłej łączności między oddziałami i władzami administracyjnymi. Miejscowość, w którym stacjonowała kompania graniczna, posiadała status garnizonu Korpusu Ochrony Pogranicza.
1 kompania graniczna „Ostki” w 1934 ochraniała odcinek granicy państwowej szerokości 31 kilometrów 300 metrów. Po stronie sowieckiej granicę ochraniały zastawy „Laskowice”, „Strachów” „Budki Snowidowickie” i „Kresy” z komendantury „Budki Snowidowickie” .
Kompanie sąsiednie:
- 2 kompania graniczna KOP „Białowiż” ⇔ 1 kompania graniczna KOP „Borowe” – 1928[7], 1929[8], 1931[6] , 1932[9], 1934[10], 1938[11]

## Działania kompanii we wrześniu 1939
17 września 1939 batalion graniczny „Rokitno” mjr. Wojciechowskiego zaatakowany został przez pododdziały 15 Korpusu Strzeleckiego komdiwa Piotra Fiłatowa. Zadaniem korpusu było zdobycie Sameńskiego Odcinka Umocnionego na Słuczy. Na linii strażnic uderzyły pododdziały 18. i 19 Oddziału Wojsk Pogranicznych NKWD.
1 kompanię graniczną „Ostki” zaatakowały pododdziały z 60 DS i 19 Oddziału Wojsk Pogranicznych. Strażnice „Dubno”, „Budki Snowidowskie” i „Ostrówek” zostały zdobyte. Strażnica „Serebranka” wycofała się. O strażnicy „Jamcowa Niwa” nie ma informacji.
Pododdziały zgrupowane w Rokitnie w godzinach południowych 17 września rozpoczęły wycofywanie się w kierunku Sarn. W godzinach popołudniowych zostały zaatakowane przez batalion rozpoznawczy 60 Dywizji Strzeleckiej. Po krótkiej potyczce sowieci nie podjęli pościgu. W godzinach wieczornych do miasta wkroczyły oddziały Armii Czerwonej uwalniając 64 jeńców niemieckich.

## Struktura organizacyjna
Strażnice kompanii w latach 1928 – 1929
- strażnica KOP „Serebranka”
- strażnica KOP „Dubno”
- strażnica KOP „Budki Snowidowickie”
- strażnica KOP „Ostrówek”
- strażnica KOP „Dobry Ostrówek”

Strażnice kompanii w latach 1931 – 1938 
- strażnica KOP „Serebranka”[c]
- strażnica KOP „Dubno”[d]
- strażnica KOP „Budki Snowidowickie”[e]
- strażnica KOP „Ostrówek”[f]
- strażnica KOP „Dobry Ostrówek”[g]
- strażnica KOP „Jamcowa Niwa”

Organizacja kompanii 17 września 1939
- dowództwo kompanii
- 1 strażnica KOP „Serebranka”
- 2 strażnica KOP „Dubno”
- 3 strażnica KOP „Budki Snowidownickie”
- 4 strażnica KOP „Ostrówek”
- 5 strażnica KOP „Dobry Ostrówek”
- 6 strażnica KOP „Jamcowa Niwa”

## Dowódcy kompanii
- kpt. Mieczysław Sokołowski (był IX 1928 – 30 III 1930)[18]
- kpt. Stanisław Piela (28 III 1930 – 17 III 1933 → przeniesiony do 69 pp)[18]
- kpt. Stefan Bojakowski (28 III 1933 – )[18]
- kpt. Alfred Szmidt[h] (− 1939 )